# 中国环境监测总站
中国环境监测总站是中华人民共和国的环境监测机构，是中华人民共和国生态环境部直属事业单位。现任站长为张大伟。